# Levantamiento de los Ocho Trigramas de 1813
El Levantamiento o Rebelión de los Ocho Trigramas de 1813 (en chino tradicional, 癸酉之變) fue una rebelión que estalló en septiembre de 1813 en la China de la dinastía Qing. La rebelión fue iniciada por algunos miembros de la secta milenaria Secta Tianli (ch: 天理教, Secta del Orden Celestial, popularmente conocida como la Secta de los Ocho Trigramas), que era una rama de la Secta del Loto Blanco. Estuvo dirigida por Lin Qing (林清; 1770-1813), Li Wencheng y Feng Keshan, y se desarrolló en las provincias chinas de Zhili, Shandong y Henan.
La rebelión estalló en un contexto de gran agitación interna en China. En 1804, la dinastía Qing había sofocado con un altísimo coste militar y económico la Rebelión del Loto Blanco, y había sufrido un gran desprestigio por ello. Las finanzas imperiales no se habían recuperado, y el emperador Jiaqing había impuesto una política de estricta austeridad en un contexto en el que la corrupción del gobierno, propiciada entre otros por Heshen, un antiguo favorito del emperador Qianlong (1711-1799), se había convertido en endémica. Las políticas de Jiaqing habían generado gran malestar entre diversos elementos de las clases altas chinas y muchos funcionarios del gobierno. Además, grandes sectores de la población china, de etnia han, percibían a los Qing, de etnia manchú, como una dinastía extranjera y usurpadora; la política de discriminación que los Qing practicaban contra los han era un constante foco de tensiones internas, lo que había dado pie al surgimiento de numerosas sociedades secretas y sectas dedicadas a socavar el régimen Qing.
En este contexto, en 1812 los líderes de la Secta de los Ocho Trigramas (Bagua jiao) también conocida como Secta del Orden Celestial (Tianli jiao) anunciaron que su líder, Li Wencheng, era un descendiente de los Ming, y declararon el año 1813 como el año de una rebelión contra los Qing destinada a reinstaurar a los Ming, y por tanto a los chinos han, en el trono imperial chino. Al mismo tiempo, Lin Qing, otro de los líderes de la secta, se declaró la reencarnación de Maitreya, el futuro Buda profetizado en el budismo, utilizando pancartas con la inscripción "Encomendado por el Cielo para Preparar el Camino", una referencia a la popular novela Bandidos del Pantano.  Los seguidores de Lin Qing lo consideraban un elegido de la diosa Xiwangmu de las religiones sincréticas chinas,enviado por la misma para derrocar a la dinastía Qing, a la que consideraban que había perdido el Mandato del Cielo para gobernar.Los Ocho Trigramas consideraban que Li Wencheng era el "Rey de los Hombres" y, que Lin el "Rey del Cielo"; para completar la triada, un tercer líder de la rebelión, Feng Keshan, era considerado el "Rey de la Tierra". 
El grupo consiguió el apoyo de varios eunucos y funcionarios poderosos de la Ciudad Prohibida. El 15 de septiembre de 1813, el grupo atacó el palacio imperial de Pekín. Los rebeldes lograron entrar en la ciudad, y podrían haber tenido éxito en derrocar a los Qing de no haber sido porque el príncipe Mianning—el futuro emperador Daoguang—utilizó su mosquete, un arma en principio prohibida dentro del palacio imperial, para repeler a los invasores.
El levantamiento es analizado como similar a la anterior Rebelión del Loto Blanco, aunque la primera tuvo tintes fuertemente religiosos y sociales, mientras que los líderes de la rebelión de los Ocho Trigramas estaban más interesados en obtener poder personal derrocando a la dinastía Qing.

## Historia

### Antencedentes de la Rebelión

Los Ocho Trigramas del Libro de los Cambios (I Ching)

El líder de la rebelión de los Ocho Trigramas, Lin Qing (林清; 1770-1813), era un aventurero cuya biografía previa a la rebelión osciló entre trabajos ocasionales como jornalero, médico, o monje taoísta, antes de hacerse cargo de una secta local del Loto Blanco. Conoció a Li Wencheng en 1811, que por aquel entonces estaba adquiriendo el control de una red de sectas similares. El tercer líder de la rebelión, Feng Keshan, era un artista marcial con fuertes vínculos con grupos de artes marciales en la región fronteriza entre Shandong, Henan y Zhili, y por lo tanto acceso a una gran reserva de reclutas para la rebelión, aunque estaba significativamente menos interesado en asuntos religiosos.El nombre "Ocho Trigramas" proviene del antiguo texto de adivinación chino I Ching'.
Lin Qing y Li Wencheng se inspiraron parcialmente en la aparición en 1811 de un cometa brillante. Aunque el gobierno imperial interpretó este cometa como un augurio a favor de gloria para la dinastía, Lin y Li lo vieron como una "bendición auspiciosa para su empresa". Dividiendo a sus seguidores en ocho "trigramas", les dijeron que "cuando Li Wencheng se hubiera levantado, todos los que hubieran dado dinero o grano" a su empresa "recibirían tierras o un rango oficial".
Durante el mes de julio de 1813, los principales líderes de los Ocho Trigramas se reunieron para fijar una fecha para la rebelión. Motivados por las sequías y las inundaciones, así como por las fuertes subidas del precio del trigo, fijaron el 15 de septiembre como fecha adecuada para el inicio de la rebelión. Además de ser justo después de la cosecha, estaba previsto que el emperador Jiaqing estuviera fuera de Pekín en un viaje de caza (tradicionalmente, los emperadores Qing iban a cazar a Rehe, al norte de la Gran Muralla, a principios del otoño), por lo que la Ciudad Prohibida estaría poco vigilada. 
El plan inicial era tomar Pekín, y que cuando Jiaqing regresara a Pekín, lo atacarían fuera de la ciudad y lo asesinarían.Li Wencheng debía sublevarse en Huaxian, en el norte de Henan, y marchar hacia el norte para reunir más seguidores y converger con Lin Qing en Pekín.
El gobierno de Pekín oyó rumores de la rebelión, y Li Wencheng fue arrestado el 2 de septiembre de 1813. Los funcionarios chinos torturaron a Li, pero antes de que le hicieran demasiado daño, los seguidores de Li irrumpieron y lo liberaron. Este suceso adelantó la fecha de la rebelión y, para el 6 de septiembre los miembros estaban ocupados recogiendo armas. Los seguidores de los Ocho Trigramas tomaron rápidamente el control de las ciudades de Huaxian, Caoxian, y Dingtao al sur de las provincias de Zhili y Shandong.

### Asalto a la Ciudad Prohibida
Lin Qing estuvo a cargo del ataque a la Ciudad Prohibida, aunque no participó personalmente en el mismo. El 15 de septiembre de 1813, los rebeldes se escondieron en tiendas frente a las puertas oriental y occidental del palacio. Lin reclutó a varios eunucos de palacio para guiar a sus aproximadamente 250 seguidores a través de las puertas. Para distinguirse, los rebeldes se ataron telas blancas alrededor de la cabeza y la cintura. Armados con cuchillos y barras de hierro, planeaban entrar en la Ciudad Prohibida al mediodía, cuando los guardias estaban comiendo. Además, el emperador Jiaqing se encontraba a menos de cincuenta millas de las murallas de la ciudad. Este plan tuvo un éxito desigual y unos ochenta rebeldes lograron atravesar las puertas antes de que fueran cerradas. Pronto estallaron los combates cuando los manchúes se dieron cuenta de que los rebeldes estaban dentro de las puertas. Fue entonces cuando el príncipe Mianning (el futuro emperador Daoguang) se unió a la batalla y utilizó su mosquete para herir a un rebelde y matar a otro.
Con la ventaja de la sorpresa perdida, los rebeldes dieron media vuelta y huyeron. Bajo el liderazgo del príncipe Ti, los príncipes Cheng, Mianzhi, Mianning, así como oficiales de la Guardia Imperial y eunucos leales, los rebeldes supervivientes fueron perseguidos y tuvieron que abandonar Pekín.

### Consecuencias
A partir de ese momento, el gobierno Qing desplegó sus tropas y empezó a perseguir y sofocar la rebelión. Varios miles de partidarios continuaron asediando varias ciudades desde su cuartel general en Huaxian, provincia de Henan durante varios meses hasta que fueron reprimidos por las fuerzas Qing el 1 de enero de 1814.
Li Wencheng, junto con 4000 partidarios, se retiró a Huixian. Se autoinmoló y murió mientras era asediado por las tropas Qing. Su esposa Li Zhangshi conservó el Huaxian hasta el año siguiente, cuando se ahorcó al caer la ciudad.
Durante la batalla en la Ciudad Prohibida, un total de treinta y un rebeldes murieron y cuarenta y cuatro fueron capturados vivos, pero antes de que terminara los rebeldes habían asesinado o herido a más de cien personas en el palacio. Cuando el gobierno sofocó la revuelta, más de 20.000 miembros de los Ocho Trigramas habían muerto. Se calcula que 70.000 murieron en total durante el periodo de desórdenes. 
La rebelión de los Ocho Trigramas puso en evidencia la debilidad del gobierno Qing. La facilidad con la que los rebeldes habían conseguido acceder a la Ciudad Prohibida condujo a una purga entre el personal de palacio, y las medidas represivas de los Qing contra sociedades secretas y sectas de tintes taoístas se recrudecieron.